# Kayl
Kayl fou el títol dels reis iemenites preislàmics. Està testimoniat de manera suficient a les inscripcions sabees. Aquesta forma seria pròpia dels segles V i VI i anteriorment seria kwl. La paraula derivaria de kayyil; alguna inscripció suggereix que el kayl estaria supeditat a un malik (rei) i, per tant, que seria més aviat un cap de clan o grup de clans.